# Clanidopsis
Clanidopsis is een geslacht van vlinders uit de onderfamilie Smerinthinae van de familie pijlstaarten (Sphingidae).

## Soorten
- Clanidopsis exusta (Butler, 1875)